# مجزرة عائلة أبو الطرابيش
مجزرة عائلة أبو الطرابيش هي مجزرةٌ ارتكبها سلاح الجوّ الإسرائيلي في صباح يوم الأربعاء 11 ديسمبر 2024، حين استهداف منزل مكون من ثلاثة طوابق يقطنه 30 مواطناً، في محيط مستشفى كمال عدوان شمال قطاع غزة. حيث تم سماع أصوات استغاثة من تحت ركام المنزل، ولكن لصعوبة الأوضاع وقلة الموارد لم يتم انقاذ الأشخاص من تحت الأنقاض. نتج عن هذه المجزرة ما يقارب 22 شهيداً وعدد آخر من المفقودين من ذات العائلة.

## بداية الحدث
في صباح السابع من أكتوبر 2023، قامت حركة المقاومة الاسلامية بإطلاق ما لا يقلُّ عن 3000 صاروخ من قطاع غزة باتجاه إسرائيل. بذات الوقت اقتحم حوالي 2500 مسلَّح فلسطيني الحاجز بين غزة وإسرائيل، والتي تُعرف باسم غلاف غزة، حيث سيطروا على عددٍ من المواقع العسكريَّة خاصة في سديروت، وخاضوا اشتباكاتٍ عنيفة في المستوطنات القريبة. كما أسَرُوا عددًا من الجنود والمواطنين واقتادوهم لغَزَّة. كما تم اغتنامِ مجموعةٍ من الآليَّات العسكريَّة الإسرائيليَّة. ردًّا على ذلك، بدأت قوات الاحتلال الاسرائيلي هجومها باستعادة السيطرة على المستوطنات، وشنَّت هجمات انتقامية قبل أن تعلن الحرب رسميًا على حماس في اليوم التالي. كما نَفَّذَت غارات جوية على قطاع غزة، وشدَّدت حصارها وشنت واحدة من أكثر الحروب دموية وإبادة جماعية.

## الضحايا
شهداء المجزرة بحق عائلة أبو الطرابيش والذين تم انتشال جثامينهم وهم:
2. لولو عطا ربيع أبو الطرابيش (الحلاق) (أم عامر ).
3. محمد محمود أبو الطرابيش (أبو عبد الله).
4. رنا محمد أبو الطرابيش عاشور (أم عبد الله ).
5. عبدالله محمد أبو الطرابيش.
6. كرم محمد أبو الطرابيش.
7. ملك محمد أبو الطرابيش.
8. ابراهيم محمد احمد أبو الطرابيش ( أبو محمد ).
9. حنفي أحمد أبو الطرابيش (أبو سامح).
10. هنية ابو الطرابيش ميمة (أم سامح ).
11. خالد حنفي أحمد أبو الطرابيش (أبو كنان).
12. كنان خالد أبو الطرابيش.
13. لانا خالد أبو الطرابيش.
14. لمى خالد أبو الطرابيش.
15. عفاف ابو الطرابيش (ام محمد ) زوجة حامد.
16. براء حامد أحمد أبو الطرابيش.